# GFLI Atlantic Cup 2015
Navigation
GFLI 2016
Le GFL International Atlantic Cup 2015 est une compétition sportive européenne de football américain organisée par la GFL International, organisation regroupant des équipes de clubs issus de Belgique, d'Irlande, du Luxembourg  et des Pays-Bas. 
La 1re édition de la GFL International Atlantic Cup a lieu en 2015 en remplacement de la défunte EFAF Atlantic Cup.
Ce sont les Trojans de Belfast (en) qui remportent le tournoi qui se déroule à Groningue aux Pays-Bas les 26 et 27 septembre 2015.

## Équipes participantes
| Club                             | Ville     | Résultat en 2014     |
| -------------------------------- | --------- | -------------------- |
| Trojans de Belfast (en)          | Belfast   | Champion d'Irlande   |
| Ghent Gators                     | Gand      | Champion de Belgique |
| Groningen Giants (nl)            | Groningue |                      |
| Luxembourg Steelers de Dudelange | Dudelange |                      |

## Tableau de la compétition
|  | Demi-finales                     | Demi-finales                  |                        |    | Finale                        | Finale                        |
|  | Demi-finales                     | Demi-finales                  |                        |    | Finale                        | Finale                        |
|  |                                  |                               |                        |    |                               |                               |
|  | 26 septembre 2015 à Groningue    | 26 septembre 2015 à Groningue |                        |    | 27 septembre 2015 - Groningue | 27 septembre 2015 - Groningue |
|  | 26 septembre 2015 à Groningue    | 26 septembre 2015 à Groningue |                        |    | 27 septembre 2015 - Groningue | 27 septembre 2015 - Groningue |
|  | Belfast Trojans                  | 27                            |                        |    | 27 septembre 2015 - Groningue | 27 septembre 2015 - Groningue |
|  | Belfast Trojans                  | 27                            |                        |    | 27 septembre 2015 - Groningue | 27 septembre 2015 - Groningue |
|  | Ghent Gators                     | 14                            |                        |    | 27 septembre 2015 - Groningue | 27 septembre 2015 - Groningue |
|  | Ghent Gators                     | 14                            | Belfast Trojans        | 26 |                               |                               |
|  | 26 septembre 2015 à Groningue    |                               | Belfast Trojans        | 26 |                               |                               |
|  |                                  | Groningen Giants              | 7                      |    |                               |                               |
|  | Groningen Giants                 | Groningen Giants              | 7                      | 35 |                               |                               |
|  | Groningen Giants                 |                               |                        | 35 |                               |                               |
|  | Luxembourg Steelers de Dudelange | 6                             |                        |    |                               |                               |
|  | Luxembourg Steelers de Dudelange | 6                             | Match pour la 3e place |    |                               |                               |
|  |                                  |                               |                        |    |                               |                               |
|  | 27 septembre 2015 - Groningue    |                               |                        |    |                               |                               |
|  |                                  |                               |                        |    |                               |                               |
|  | Ghent Gators                     | 26                            |                        |    |                               |                               |
|  | Ghent Gators                     | 26                            |                        |    |                               |                               |
|  | Luxembourg Steelers de Dudelange | 12                            |                        |    |                               |                               |
|  | Luxembourg Steelers de Dudelange | 12                            |                        |    |                               |                               |

| Pos. | Équipe                           | % V.  | G | V | P | PF | PS |
| ---- | -------------------------------- | ----- | - | - | - | -- | -- |
| 1    | Trojans de Belfast (en)          | 1.000 | 2 | 2 | 0 | 53 | 21 |
| 2    | Groningen Giants                 | .667  | 2 | 1 | 1 | 61 | 18 |
| 3    | Ghent Gators                     | .333  | 2 | 1 | 1 | 40 | 39 |
| 4    | Luxembourg Steelers of Dudelange | .000  | 2 | 0 | 2 | 18 | 61 |